# Horace Tabberer Brown
Horace Tabberer Brown (20 de julio de 1848 - 6 de febrero de 1925) fue un químico británico. Nacido tras la muerte de su padre biológico, su padrasto fue su única figura paterna. Se trataba de un banquero aficionado a la ciencia, que introdujo a su hijastro en su afición con doce años.
Sus primeros trabajos se centraban en el tratamiento de desechos y posteriormente en la geología del Pérmico. Fue miembro de la Royal Society desde 1889. Desde 1890 en adelante estudió la asimilación del dióxido de carbono en las plantas. Fundó el Guinness Research Laboratory en Dublín en 1901, a partir de lo cual se le conoció por su trabajo en la elaboración de cerveza.
Ganó la Medalla Copley en 1920, cinco años antes de su muerte.